# 尼爾斯克里克鎮區 (北卡羅萊納州哈尼特縣)
尼爾斯克里克鎮區（英語：Neills Creek Township）是位於美國北卡羅萊納州哈尼特縣的一個鎮區。

## 地方資料
尼爾斯克里克鎮區的面積為85.10平方千米，當中陸地面積為75.10平方千米，而水域面積為10.00平方千米。根據2020年美國人口普查的數據，當地共有人口7617人，而人口密度為每平方千米89.51人。